# Waterville (Maine)
Waterville – miasto w Stanach Zjednoczonych, w stanie Maine, w hrabstwie Kennebec, położone na zachodnim brzegu rzeki Kennebec.